# Neogerris
Neogerris is een geslacht van wantsen uit de familie van de Gerridae (schaatsenrijders). Het geslacht werd voor het eerst wetenschappelijk beschreven door Matsumura in 1913.

## Soorten
Het genus bevat de volgende soorten:

- Neogerris assimilis Andersen, 1975
- Neogerris boninensis Matsumura, 1913
- Neogerris celeris (Drake & Harris, 1934)
- Neogerris genticus (Drake & Harris, 1934)
- Neogerris hesione (Kirkaldy, 1902)
- Neogerris kontos Nieser, 1994
- Neogerris lotus (White, 1879)
- Neogerris lubricus (White, 1879)
- Neogerris magnus (Kuitert, 1942)
- Neogerris parvulus (Stål, 1859)
- Neogerris philippinensis Zettel, 2004
- Neogerris severini (Kirkaldy, 1900)
- Neogerris visendus (Drake & Harris, 1934)